# 白幡町
白幡町（しらはたちょう）は、神奈川県横浜市神奈川区の町名。「丁目」のない単独行政地名。住居表示実施済み区域

## 地理
神奈川区の北東部に位置し、南東に白幡向町と白幡上町、南西に白楽、北西に港北区篠原台町、北東に港北区仲手原と接している。

## 歴史

### 地名の由来
源義家が奥州へ向かう途中、この地に宿泊し白幡八幡に白幡を立てて戦勝を祈願したことから。

### 沿革
- かつては、橘樹郡大綱村大字白幡であった。
- 1927年（昭和2年）4月1日 - 横浜市に編入。横浜市白幡町となる[7]。
- 1927年（昭和2年）10月1日 - 神奈川区に区制の施行により、横浜市神奈川区白幡町となる[8]。
- 1932年（昭和7年）1月1日 - 白幡町の一部を分離し、浦島丘を新設[9]。
- 1943年（昭和18年）2月1日 - 白幡町の一部を分離し、白幡向町、白幡上町、白幡仲町、白幡南町、白幡西町、白幡東町を新設[10]。
- 1970年（昭和45年）6月1日 - 港北区篠原東部地区の住居表示の実施に伴い[11]、白幡町の一部を分離し、港北区仲手原二丁目、篠原台町へ編入[12]。
- 1991年（平成3年）11月11日 - 住居表示の実施に伴い、白幡向町の一部を編入[13]。

## 世帯数と人口
2025年（令和7年）6月30日現在（横浜市発表）の世帯数と人口は以下の通りである。
| 町丁   | 世帯数  | 人口  |
| ------ | ------- | ----- |
| 白幡町 | 353世帯 | 532人 |

### 人口の変遷
国勢調査による人口の推移。
| 年                 | 人口 |
| ------------------ | ---- |
| 1995年（平成7年）  | 561  |
| 2000年（平成12年） | 565  |
| 2005年（平成17年） | 537  |
| 2010年（平成22年） | 488  |
| 2015年（平成27年） | 496  |
| 2020年（令和2年）  | 482  |

### 世帯数の変遷
国勢調査による世帯数の推移。
| 年                 | 世帯数 |
| ------------------ | ------ |
| 1995年（平成7年）  | 293    |
| 2000年（平成12年） | 318    |
| 2005年（平成17年） | 326    |
| 2010年（平成22年） | 301    |
| 2015年（平成27年） | 303    |
| 2020年（令和2年）  | 308    |

## 学区
市立小・中学校に通う場合、学区は以下の通りとなる（2024年11月時点）。
| 番・番地等 | 小学校             | 中学校               |
| ---------- | ------------------ | -------------------- |
| 全域       | 横浜市立白幡小学校 | 横浜市立神奈川中学校 |

## 事業所
2021年（令和3年）現在の経済センサス調査による事業所数と従業員数は以下の通りである。
| 町丁   | 事業所数 | 従業員数 |
| ------ | -------- | -------- |
| 白幡町 | 48事業所 | 223人    |

### 事業者数の変遷
経済センサスによる事業所数の推移。
| 年                 | 事業者数 |
| ------------------ | -------- |
| 2016年（平成28年） | 47       |
| 2021年（令和3年）  | 48       |

### 従業員数の変遷
経済センサスによる従業員数の推移。
| 年                 | 従業員数 |
| ------------------ | -------- |
| 2016年（平成28年） | 270      |
| 2021年（令和3年）  | 223      |

## 施設
- 白幡池公園

## その他

### 日本郵便
- 郵便番号 : 221-0076[3]（集配局：神奈川郵便局[23]）

### 警察
町内の警察の管轄区域は以下の通りである。
| 番・番地等 | 警察署       | 交番・駐在所 |
| ---------- | ------------ | ------------ |
| 全域       | 神奈川警察署 | 白幡交番     |